# Tenshō Kōtai Jingūkyō

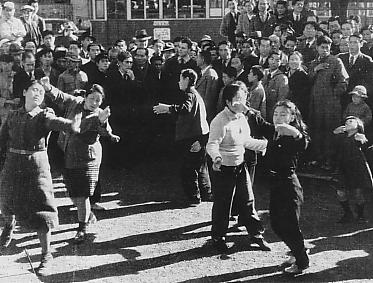
„Tanz des Nichtselbsts“ (muga no mai) der Religionsgemeinschaft

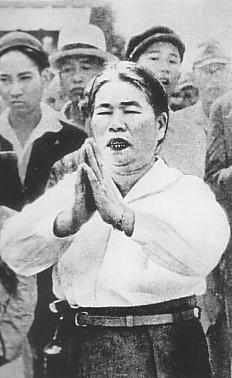
Sayo Kitamura

Tenshō Kōtai Jingūkyō (jap. 天照皇大神宮教) ist eine japanische neue religiöse Bewegung, die aus dem Shintoismus hervorgegangen ist. Sie wurde von der Bäuerin Sayo Kitamura (北村 サヨ) (1900–1967) gegründet. Ihre Aktivitäten begannen 1945. Die Zahl der Mitglieder beträgt 450.000.
Ihr Hauptsitz ist in Tabuse (田布施町, -chō), einem Ort im Landkreis Kumage, Yamaguchi, Japan.
Ihre Anhänger praktizieren einen muga no mai (無我の舞, dt. „Tanz des Nichtselbsts“ bzw. „Tanz des Nicht-Ichs“) bezeichneten Tanz, weshalb die Religion auch als die „tanzende Religion“ (踊る宗教, Odoru shūkyō, engl. the Dancing Religion) bezeichnet wird.